# Данило Киш
Данило Киш е сръбски и югославски писател, преводач, литературен критик, едно от най-големите имена в сръбската литература от втората половина на ХХ век.

## Биография
Роден е на 22 февруари 1935 г. в Суботица в семейство на унгарски евреин и черногорка. Прекарва първите си години в Унгария, където посещава основно училище. През 1944 г. по време на антисемитско гонение баща му е заловен и изпратен в Освиенцим, където е убит заедно с хиляди други евреи. С помощта на Червения кръст семейството му е изпратено в Черна Гора при роднини на майката, където Киш довършва гимназиалното си образование. През 1954 г. се записва във Философския факултет на Белградския университет, където през 1958 г. завършва специалност обща литература. Още като студент започва да публикува първите си преводи от френски и унгарски език. Преводач е на Реймон Кьоно, Андрей Бели, Анна Ахматова, Марина Цветаева, Николай Гумильов, Йосиф Бродски, Дьорд Петри. Съставител и преводач е на няколко антологии на съвременна поезия, сред които: Нова унгарска лирика (заедно с Иван Ивани) (1970), Бордей на музите: антология на новата френска поезия (1972), Модерна руска поезия (заедно с Нана Богданович) (1975), Приятелю, гори ти къщата: избор от новата виетнамска поезия (1986).
След излизането на книгата му „Гробница за Борис Давидович“ 1976, посветена на темите на творческия ерос и насилието в историята, като се започне от Инквизицията и се стигне до Холокоста и ГУЛАГ, срещу Киш започва зле прикрита яростна кампания с набързо и неграмотно скалъпени обвинения в плагиатство, зад които в действителност стоят партийни интереси. Данило Киш отговаря на развихрилия се скандал с книгата „Час по анатомия“ 1978, която е не просто реплика към основните му обвинители, а една от най-добрите поетики със съвети към младия писател.
Живота си Киш прекарва като писател и преводач на свободна практика. От началото на 80-те години живее предимно във Франция, като чете лекции по сръбска литература и език в Страсбург, Бордо и Лил. През 1988 г., година преди смъртта му, е избран за член-кореспондент на Сръбската академия на науките и изкуствата.
Умира на 15 октомври 1989 г. в Париж.

## Произведения
Събраните произведения на Данило Киш, публикувани през 1983 г., включват десет тома. Това са: „Мансарда“, „Псалм 44“, „Ранни грижи“, „Градина, пепел“, „Пясъчен часовник“, „Нощ и мъгла“, „Гробница за Борис Давидович“, „Час по анатомия“, „Homo poeticus“ и „Енциклопедия на мъртвите“.
Посмъртно са издадени книгите му: „Живот, литература“, „Горчивата утайка на опита“, „Стихотворения и преводи“, „Лютня и рани“.
През 2001 и 2004 г. Миряна Миочинович, първата съпруга на Данило Киш, която е известен театровед и преводач на френска художествена литература, съвместно с Народната библиотека на Сърбия издава два некомерсиални диска с цялостното творчество и архива на Данило Киш.
- Мансарда: сатирична поема 1962 (роман)
- Псалм 44 1962 (роман)
- Градина, пепел 1965 (роман)
- Ранни грижи: за деца и чувствителни 1970 (разкази)
- Пясъчен часовник 1972 (роман)
- По-етика 1972 (есета)
- По-етика, книга втора 1974 (интервюта)
- Гробница за Борис Давидович: седем глави от една обща история 1976 (разкази)
- Час по анатомия 1978 (полемика)
- Нощ и мъгла 1983 (драми)
- Homo poeticus 1983 (есета и интервюта)
- Енциклопедия на мъртвите 1983 (разкази)
- Горчивата мътилка на опита 1990 (интервюта)
- Живот, литература 1990 (есета)
- Стихотворения и преводи 1992 (поезия)
- Лютня и рани 1994 (разкази)
- Склад 1995 (есета и разкази)
- Varia 1995 (есета и разкази)
- Поезия, Електра 1995 (поезия и адаптация на драмата „Електра“)

## Издания на български
- Енциклопедия на мъртвите. Прев. от сръбски език Жела Георгиева. София: Стигмати, 2000, 240 с. ISBN 954-9521-20-6
- Енциклопедия на мъртвите. София: Блажо Николич, 2000, 157 с.
- Гробница за Борис Давидович. Прев. от сръбски език Александра Ливен. София: Балкани, 2006, 224 с. ISBN 978-954-9446-37-1
- Пясъчен часовник. Прев. от сръбски език Людмила Миндова. София: Факел експрес, 2011, 230 с. ISBN 978-954-9772-73-9
- Лютня и белези. Прев. от сръбски език Жела Георгиева. София: Фама, 2012, 160 с. ISBN 978-954-597-432-8
- Homo poeticus. Прев. от сръбски език Людмила Миндова. София: Факел експрес, 2014, 440 с. ISBN 978-954-9772-92-0

## Награди и отличия
Данило Киш е сред най-превежданите сръбски писатели, отличаван е с редица престижни международни отличия, както и с югославската НИН-ова награда за романа „Пясъчен часовник“ през 1973 година.